# Shunki Takahashi
Shunki Takahashi (født 4. maj 1990) er en japansk fodboldspiller, som spiller for den japanske fodboldklub Kashiwa Reysol.